# Muchia
Muchia is een geslacht van uitgestorven therocephalide therapsiden uit het Laat-Perm van Rusland. Fossielen zijn gevonden in het district Kotelnichsky van de oblast Kirov. De typesoort Muchia microdenta werd in 2011 genoemd. Muchia is alleen bekend van een fragment van de onderkaak, holotype PIN 2212/63, waardoor de classificatie onder Therocephalia onzeker is. Men denkt dat het tot de onderfamilie Tetracynodontinae behoort, onderdeel van de grotere groep Baurioidea. Andere leden van de groep, zoals Tetracynodon en Malasaurus, zijn bekend van vollediger materiaal en hebben kleine langwerpige schedels. Muchia had waarschijnlijk een gelijkaardige verschijning aan deze Therocephalia.